# Beerandahalli, Bangarapet
Beerandahalli là một làng thuộc tehsil Bangarapet, huyện Kolar, bang Karnataka, Ấn Độ.